# Кузнецов, Сергей Валерьевич
Сергей Валерьевич Кузнецов (до 1988 — Козулькин; 18 июня 1962, Челябинск) — советский и российский футболист, вратарь, тренер.
Воспитанник юношеской команды челябинского завода ЖБИ-1, первый тренер Василий Петрович Руденко. В 1977—1980 годах играл в первенстве Челябинской области. В 1980—1981 годах во второй лиге в составе челябинского «Локомотива» провёл 14 матчей, пропустил 12 голов. 1982 год начал в «Худжанде», затем провёл два матча в первой лиге за «Звезду» Джизак, пропустил три гола; в следующем году на поле не выходил. В 1984 году провёл семь матчей за «Сохибкор», в 1985 — 16 за «Локомотив» Челябинск. В сезонах 1985 и 1986 просидел в запасе в магнитогорском «Металлурге» и «Локомотиве». В 1988 году провёл 25 матчей за «Мелиоратор» Чимкент, в 1989 — 33 за «Энергетик» Кустанай. 1990 год начал в «Зените» Челябинск и, сыграв четыре матча, вернулся в другую команду второй низшей лиги — «Кустанаец». В первом чемпионате Казахстана в 1992 году сыграл 20 матчей за кустанайский клуб и 8 — за «Целинник» Акмола. В 1993 году перешёл в «Торпедо» Миасс. В том сезоне с командой вылетел во вторую лигу; всего за клуб, переименованный в «УралАЗ», до 1999 года сыграл 210 матчей, в которых пропустил 258 голов. В 2000 году перешёл в «Зенит» Челябинск. В том же году завершил профессиональную карьеру и вошёл в тренерский штаб команды, хотя ещё на протяжении четырёх сезонов включался в заявку как игрок. В 2009—2010 годах был исполняющим обязанности главного тренера команды. В сезоне 2013/14 работал тренером в «Тюмени», в двух следующих сезонах — тренером вратарей. В июне 2015 вернулся в тренерский штаб «Челябинска».